# Dorytomus ictor
Dorytomus ictor är en skalbaggsart som först beskrevs av Herbst 1795.  Dorytomus ictor ingår i släktet Dorytomus, och familjen vivlar. Enligt den finländska rödlistan är arten sårbar i Finland. Arten är reproducerande i Sverige. Artens livsmiljö är lundskogar.